# Everard Butler
Everard Burnside Butler (28. december 1885 i Toronto - 23. november 1958 i Bournemouth) var en canadisk roer som deltog i de olympiske lege 1912 i Stockholm.
Butler vandt en bronzemedalje i roning under OL 1912 i Stockholm. Han kom på en tredjeplads i singelsculler efter at have tabt i semifinalen til britiske William Kinnear som senere vandt finalen.